# نهر جافاس
نهر جافاس ((بالبرتغالية: Rio Javaés‏)؛ يُسمى أحيانًا أصغر ذراع لنهر أراغوايا) وهو نهر في ولاية توكانتينس وسط البرازيل. وهو رافد لنهر اررغوايا.
يفصل نهر جافاس بين حديقة ولاية كانتاو إلى الشمال من حديقة اراغوايا الوطنية إلى الجنوب.